# Cheddar

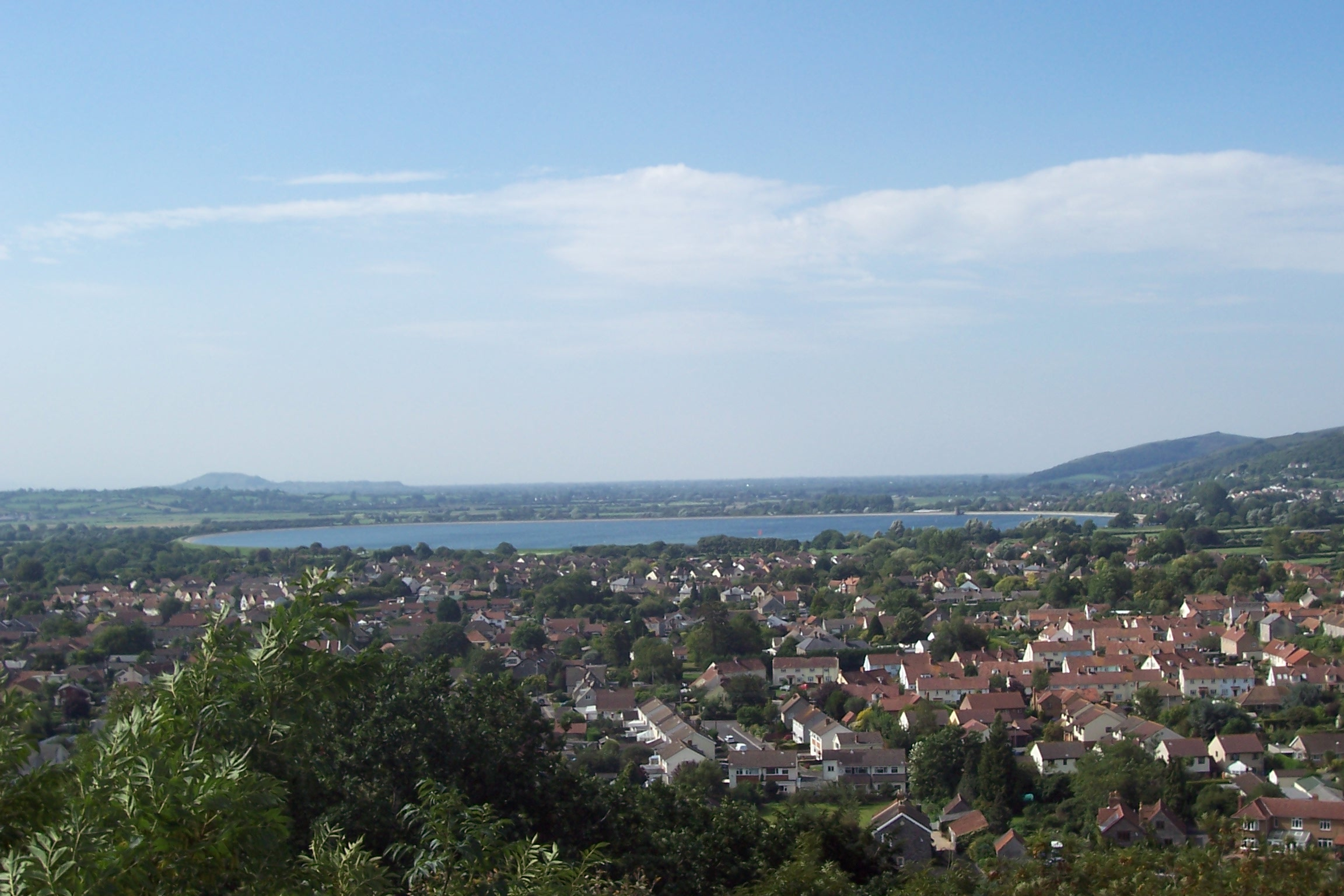
Vista de Cheddar desde el depósito de agua.

Cheddar es un gran pueblo y parroquia civil en el distrito de Sedgemoor del condado inglés de Somerset (Reino Unido). Está situado en la ladera sur de las colinas de Mendip, 14 km al noroeste de Wells. La parroquia civil incluye las aldeas de Nyland y Bradley Cross. La localidad, que tiene su propio concejo parroquial, tiene una población de 5.755 habitantes y una superficie de 3.477 Ha desde 1961.
La garganta de Cheddar es la mayor garganta del Reino Unido, e incluye varias cuevas visitables, entre las que destaca la cueva de Gough. La garganta ha albergado población humana desde los tiempos del Neolítico, y en ella se sitúa un palacio anglosajón. Disfruta de un clima templado, y proporciona un ambiente geológico y biológico único, que ha sido reconocido mediante la designación de varios sitios de especial interés científico. También se localizan en el entorno varias canteras de caliza. Esta localidad da nombre al queso cheddar, y es un centro de cultivo de fresas, que se transportaban por ferrocarril en la línea de Cheddar Valley, cerrada a finales de los años 1960, y transformada en un itinerario ciclista. Es un destino turístico relevante con varias atracciones culturales y sociales, entre ellas el Museo de las Cuevas de Cheddar.
En la población hay varios grupos comunales: organizaciones religiosas, deportivas y culturales. Varios de ellos sienen su sede en The Kings of Wessex School, el mayor establecimiento educativo.